# La Livinière
La Livinière település Franciaországban, Hérault megyében. Lakosainak száma 526 fő (2022. január 1.). La Livinière Azille, Peyriac-Minervois, Rieux-Minervois, Boisset, Cassagnoles, Félines-Minervois, Ferrals-les-Montagnes, Minerve és Siran községekkel határos.

## Népesség
A település népességének változása:
| Lakosok száma | 682  | 512  | 506  | 558  | 552  | 555  | 532  | 521  | 521  | 526  |
|               | 1968 | 1982 | 1990 | 2006 | 2013 | 2015 | 2017 | 2019 | 2020 | 2022 |